# Brembilla (torrente)
Il torrente Brembilla è un corso d'acqua della provincia di Bergamo. Nasce dalla Forcella di Bura, nelle Alpi Orobie e confluisce dopo 15 km da destra nel Brembo presso i ponti di Sedrina, in Val Brembana. Percorre la Valle Brembilla, attraversando i comuni di Blello e Val Brembilla.